# 维永
弗朗索瓦·維永，或譯維庸（法語：François Villon，法語發音：[fʁɑ̃swa vijɔ̃]，中古法語：[frɑ̃nˈswɛ viˈlɔ̃n]，約1431年—1463年以后）、維龍，中世紀末法國抒情詩人，一生中多次因犯罪而遭监禁获流放，最後下落不明，被後世稱為現代「被咒詩人」的鼻祖。維永在生前默默無聞，到了十六世紀由詩人馬羅編輯、出版了他的詩歌，維永的名字才漸漸進入法國文學正典。他的两部诗集《小遗言集》、《大遗言集》，尤其是后者，传统上被当作自传来读。他的其他生活细节可以从法庭文件或其他民事文件中得知。維永是文藝復興時期法國的詩人，維永的詩集貼近市民的生活，集抒情、諷刺、哀傷等為一集，時而用低俗的語言不受他人拘束，情感真摯。其詩集《小遺言集》和《大遺言集》為代表作，其名篇《古美人歌》裡的一句「去年白雪，如今安在？」 尤其家喻戶曉。

## 生平

### 早年

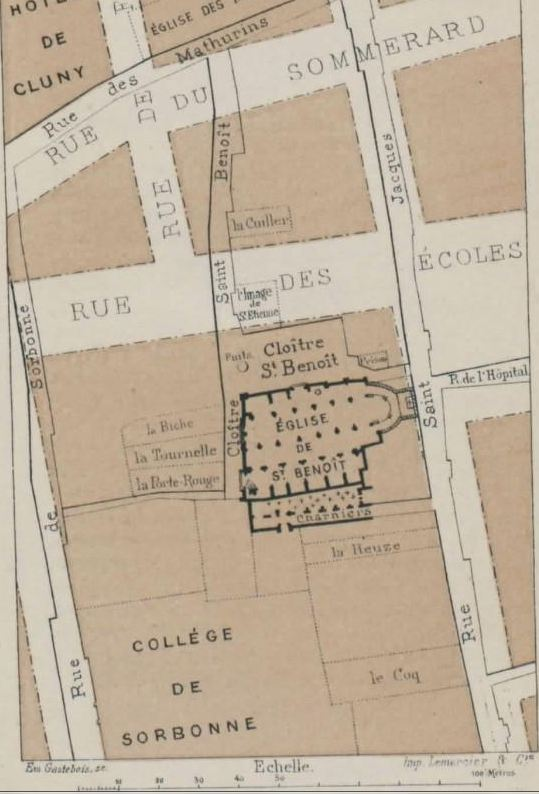
圣本笃堂旧址

维永出生于英国占领下的巴黎，时间在1431年或1432年4月19日。根据在世时的官方文件，其真名可能是“弗朗索瓦·德蒙科比耶”（François de Montcorbier）或“弗朗索瓦·德洛格斯”（François des Loges）。父亲是孤儿，母亲是一个贫穷、文盲和虔诚的女人，在他三十岁时还活着。
他出身贫困，由养父抚养长大，“维永”这个姓氏来自他的养父纪尧姆·德·维永（Guillaume de Villon），是圣本笃堂（Saint Benoît-le-Bétourné）的神父，也是教会法的教授，他将维隆带回家收养。圣本笃堂位于巴黎左岸的圣雅克街，那里人口众多，靠近索邦学院，位于大学区的中心。纪尧姆·德·维永（Guillaume de Villon）的住所在圣本笃修道院的“红门”（Porte Rouge），可以听到索邦大学敲响的钟声。教堂的咏经席不是面向东方，而是面向西方，方向“错误”，因而如此命名（Bétourné）。弗朗索瓦形容纪尧姆·德·维永“对我来说，不仅仅是一位父亲”。又写道，“谁比母亲更爱我”（Qui m'a esté plus doulx que mere）。 
养父是圣本笃修道院的重要人物，是文学硕士，法学学士（教会法），拥有其中一座小堂，并从中获得收入（他拥有几栋出租房屋），他也是一名法律教授，代表社区担任检察官。他的关系和信用将帮助维庸摆脱“肉汤”。他负责他的初级教学，然后把他送到巴黎大学文学院学习，以获得神职人员的特权地位。

### 学生时代
维永大概在12岁时成为了一名文科学生。巴黎大学有四个学院：神学院、法学院、医学院和文学院。其中文学院是前三个所谓“高等”学院的预科。1449年18岁时获巴黎大学的文学士学位，1452年21岁时获文学硕士学位。这使他成为一名神职人员（头衔为“Dominus Franciscus de Montcorbier”），剪发、戴帽，穿长袍，可以享受圣职俸禄，进入其他学院。当时的巴黎大学 是一个国中之国，拥有许多特权。其成员只能由教会法庭审判。但是，那些没有获得圣职俸禄的毕业生，发现自己处于社会边缘。他们甚至会沦为流浪者。维庸在大学学习的时期，是一个动荡的时期，大学支持勃艮第人和英国人，处于与国王查理七世之间的争吵中。学生骚乱和与警察的冲突增加。从1453年到1454年，由于教授的长期罢工，课程甚至被取消。维庸放弃了学习（可能是神学，以获得比文学硕士更高的头衔），开始了冒险。在他的《大遗言集》中，他遗憾地提到了这一时期：
“当然，如果我学习过的话”（Bien sçay, se j'eusse estudié）

“或者是我疯狂青春的时光”（Ou temps de ma jeunesse folle）

“献给美好的死亡”（Et a bonnes meurs dedié, ）

“虽然我有房子和软床。”（J'eusse maison et couche molle.）

“但是！我还是逃离了学校。”（Mais quoy ! je fuyoië l'escolle）
从这一年到1455年，人们对他的活动一无所知。根据大英百科全书的说法，“人们曾试图以通常方式来推测填补他传记的空白，但对于这位波西米亚主义倾向的年轻毕业生，是徒劳的。”

### 罪行

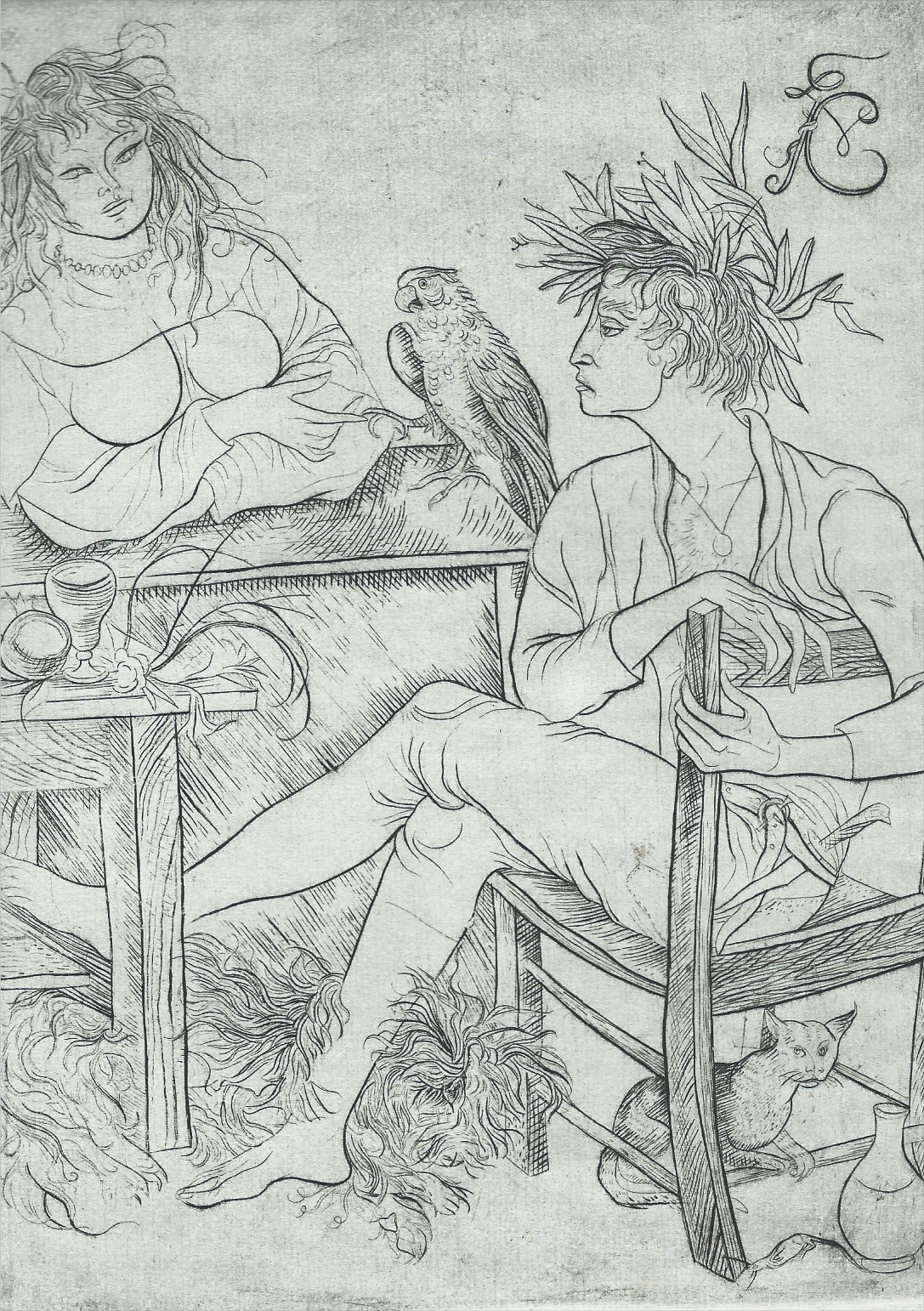
Depiction of Villon by the Mexican artist Federico Cantú Garza

维永曾多次因参与謀殺、盜竊犯罪行为，而被执法部门抓捕
1455年6月5日，在基督圣体圣血节的晚上，发生了维永一生中第一次有记录的重大事件。维永在一场斗殴中杀死了一名神父 。从1456年1月诗人获得的赦免令中可以了解到这一事件。事件发生在圣雅克街，当时他与一位名叫吉尔斯（Giles）的神父，和一位名叫伊萨博（Isabeau）的女孩，坐在圣雅克街圣本笃会的石凳上，遇到了一位名叫让·勒哈迪（Jean le Hardi）的布列塔尼人，他也是一位文学硕士，与他同行的一位神父，名叫菲利普·塞尔莫耶（Philippe Sermoise），以未知的借口首先威胁并袭击了维永，从长袍里拔出一把匕首，袭击他的脸和嘴唇，并追赶他。为了自卫，维永进行还击，将匕首插在袭击者的腹股沟里。塞尔莫耶在地上打滚。维永又向他的脸上扔了一块石头。他以假名“米歇尔•穆顿”（Michel Mouton）去理发师那里去受包扎伤口。第二天，塞尔莫耶死去。出于恐惧，维庸离开巴黎，躲藏了七个月。由于纪尧姆·德·维庸的关系（写了两份请愿书），他于1456年1月 获得了查理七世的皇家赦免令，称塞尔莫耶原谅了他在死前已经赦免了他。赦免令中称赞他是“一个生活美好的人，节制而光荣”。这是他第一次面对法律诉讼。这一事件的法律文件至少证实了他的出生日期，称他为26岁左右。

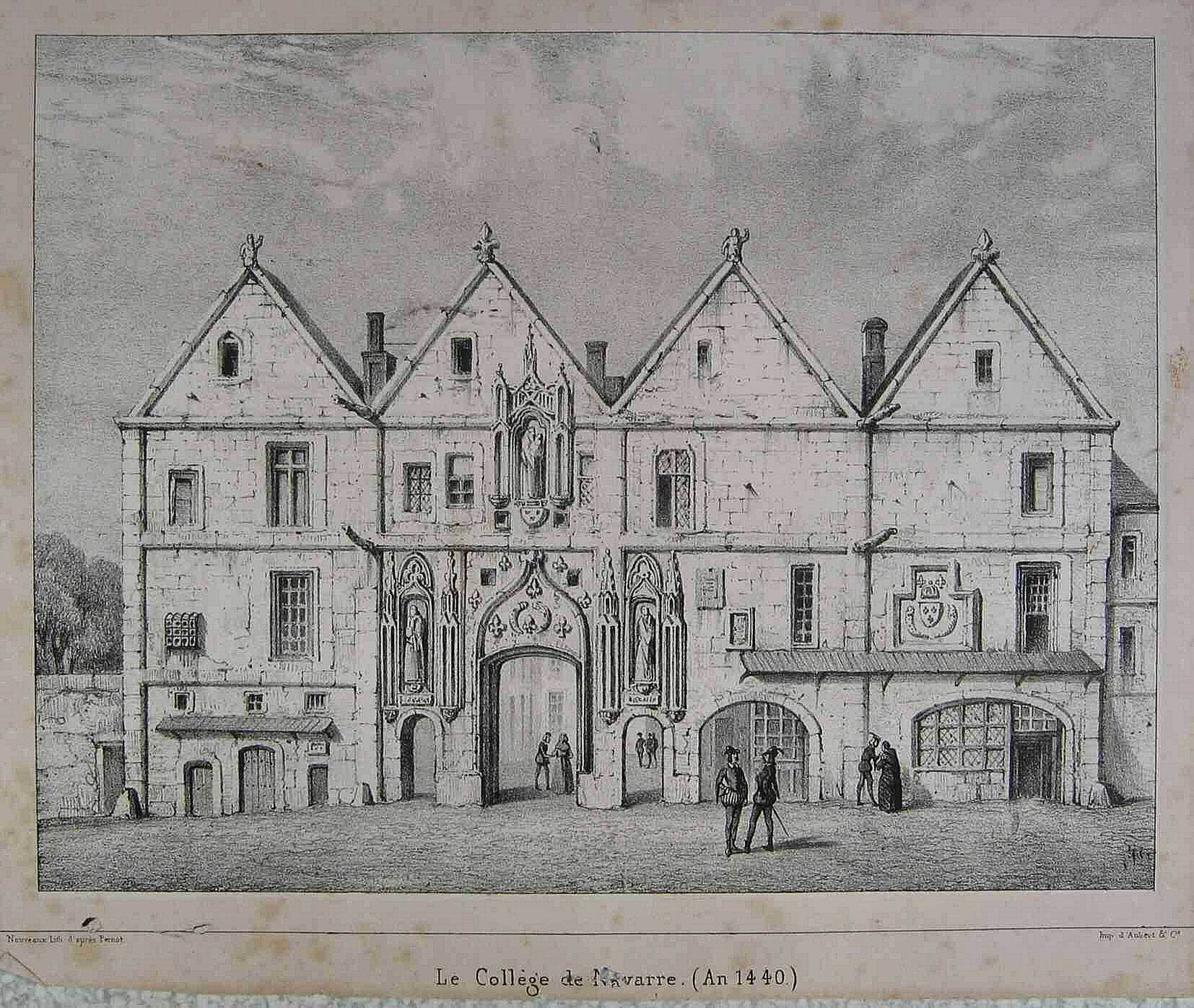
Portail du Collège de Navarre orné des statues de Philippe le Bel et Jeanne de Navarre.
C’était le plus riche et le plus vaste des collèges parisiens. Il s’étendait en haut de la montagne Sainte-Geneviève. Vers la Noël 1456, Villon et ses complices cambriolent les coffres du Collège.

1456年，维永在巴黎度过。圣诞节前后，“死亡的季节”，他前往昂热，以逃离一位情妇，他在《小遗言集》（le Lais）中说，“她让我感到羞耻”。其实，维永离开的真正原因是逃避司法和准备新的抢劫。当时，纳瓦拉学院（Collège de Navarre）的小堂被砸开，祭衣间金库中的500枚金盾被盗。但是案件到1457年3月才被发现。1457年5月，由于其中一名学生盗匪盖伊·塔巴里（Guy Tabarie）的轻率行为，警方才追踪到一伙学生劫匪。6月，一个过于健谈的同谋塔巴里因告密被捕，在沙特莱（Chátelet）审讯中遭受酷刑后，供出同伙的姓名，称缺席的维永是抢劫案的首犯，安排了入室盗窃。在他离开前几天，维永和其他几名罪犯，包括科林·德·卡约（Colin de Cayeux），在夜间爬上纳瓦拉学院的墙壁，偷走了500枚金盾。维永已逃往昂热的一所修道院，他有一个叔叔在那里。维永因这一罪行或另一罪行被判处流放；他没有回到巴黎。四年中，他一直在流浪。他可能像他的朋友雷吉尼尔·德·蒙提尼（Regnier de Montigny）和科林·德·卡约一样，是一个游荡的盗贼团伙的成员。